# Якоб Ярсо
Якоб Ярсо Кинтра — эфиопский легкоатлет, который специализируется в беге на длинные дистанции.

## Достижения
В начале спортивной карьеры выступал в беге на 3000 метров с препятствиями. Серебряный призёр чемпионата Африки среди юниоров 2007 года в беге на 3000 метров с/п — 8.29,99. На олимпийских играх 2008 года занял 4-е место, показав результат 8:13.47. Тем самым он побил 28-летний национальный рекорд, который был установлен на олимпийских играх в Москве Эшетуй Турой. Занял 5-е место на чемпионате мира 2009 года. В 2010 году он перешёл на более длинные дистанции. Занял 8-е место на Лиссабонском полумарафоне 2011 года — 1:02.41.
Победитель полумарафона Янчжоу 2013 года с рекордом трассы.
16 марта 2014 года выиграл Сеульский марафон с личным рекордом 2:06.17.